# Jeep Cherokee
Jeep Cherokee ist der Name mehrerer allradgetriebener SUVs von Jeep, die ursprünglich von der American Motors Corporation (AMC) hergestellt wurden. Ab dem Modell XJ wurde er auch in Europa angeboten. Von 2001 bis 2013 wurde das Modell auf dem Heimatmarkt unter der Bezeichnung Jeep Liberty vermarktet.

## Cherokee SJ (1974–1983)

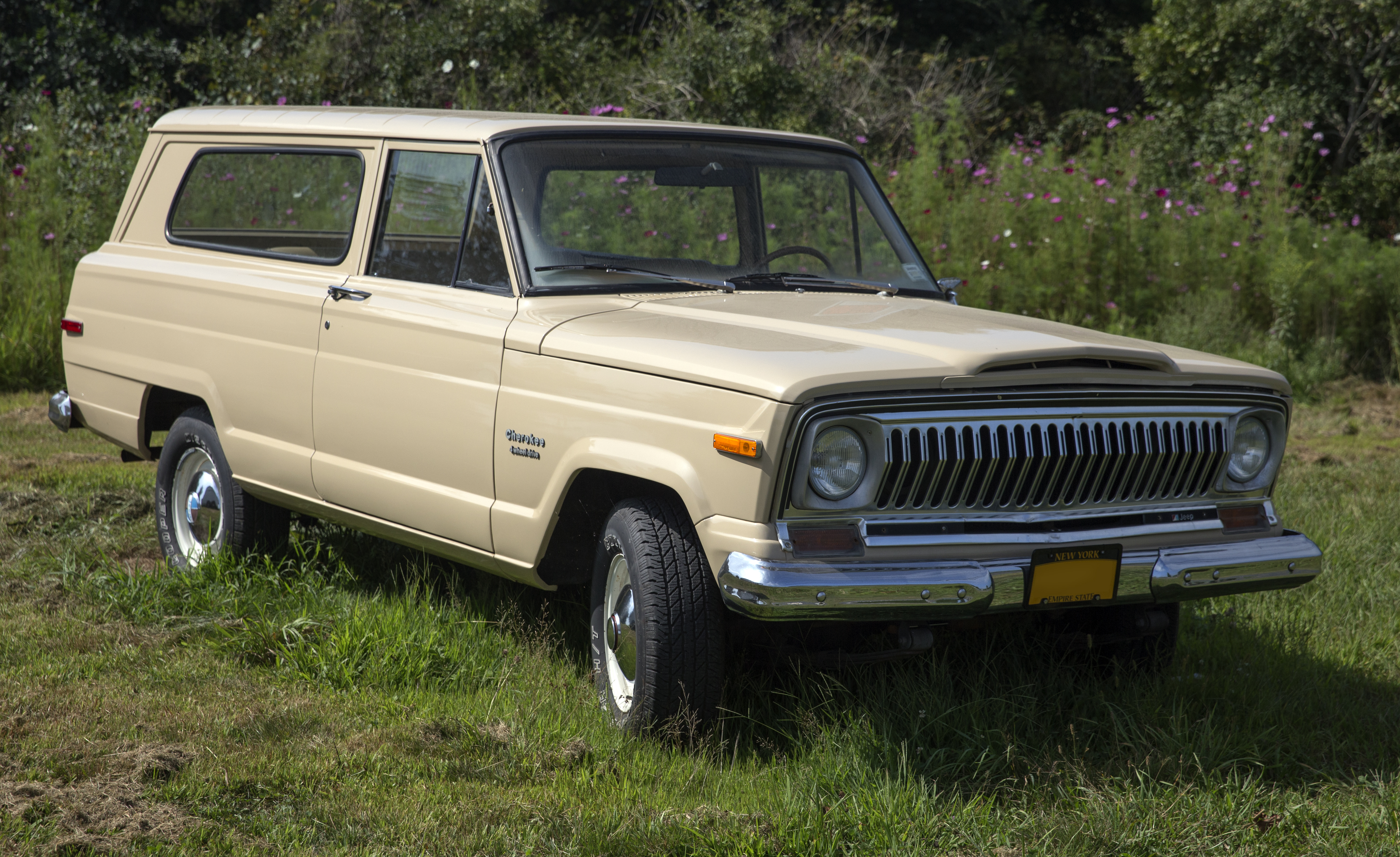
Jeep Cherokee SJ (1975)

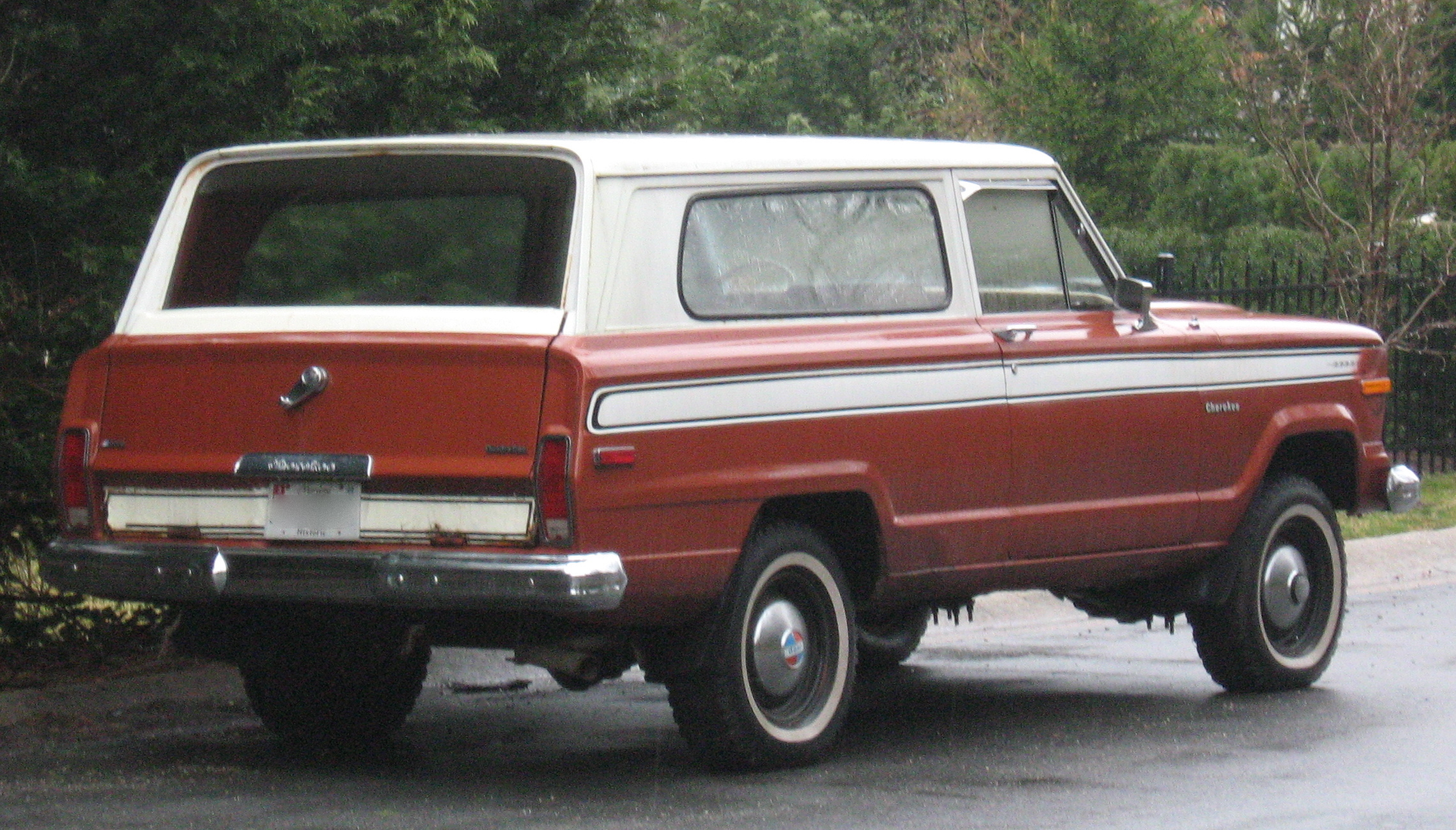
Heckansicht

Der SJ-Cherokee wurde von 1974 bis 1983 von AMC als sogenannter Full-Size-SUV hergestellt. Konkurrenten waren Ford Bronco und Chevy Blazer. Er war die ‚sportliche‘ Variante des optisch ähnlichen Modells Wagoneer, das seit 1963 als gehobene Version vertrieben wurde.

## Cherokee XJ

### Erste Generation (1984–1996)
1984 kam Jeep mit einer neuen Generation von Geländewagen auf den Markt.
Das in seinen Dimensionen für amerikanische Verhältnisse eher klein geratene Fahrzeug passte perfekt nach Europa und profitierte von dem Boom der Geländewagen in den frühen 1990er Jahren. Zu Beginn mit einem 2,8-Liter-V6-Motor von Chevrolet mit 115 PS bzw. einem 2,5-Liter-Reihenvierzylinder von AMC mit 105 PS ausgerüstet, wurde der Cherokee mit dem Einbau des 4,0-Liter-Sechszylindermotors, einer Eigenentwicklung von Jeep, zu einem Erfolgsmodell. Der Vierzylinder von AMC wurde später mit Einspritzung ausgerüstet und brachte es auf 122 PS.
Die Leistung des 4,0-Liter-Motors betrug je nach Modelljahr zwischen 125 und 136 kW (170/185 PS) und sorgte in Verbindung mit zuschaltbarem Allradantrieb, Automatik und ca. 1600 kg Leergewicht für eine Beschleunigung von 0–100 km/h in knapp 9–10 s bei einem Durchschnittsverbrauch von 14 bis 17 Liter Normalbenzin auf 100 Kilometer. Die Höchstgeschwindigkeit des 4,0-Liter-Modells war elektronisch auf 180 km/h begrenzt. Geringen Anteil an den Gesamtstückzahlen des Cherokee hatte die Dieselvariante, zuerst mit einem Motor von Renault mit 60 kW (82 PS), später mit einem 84 kW (115 PS) starken Motor des italienischen Herstellers VM Motori, der jedoch durch mangelnde Standfestigkeit im Bereich der einzeln montierten Zylinderköpfe und der Zahnradkaskade des Ventiltrieb auffiel. Die ursprüngliche Version des Jeep Cherokee war auch als Pick-up mit Zweierkabine unter der Bezeichnung Jeep Comanche mit der gleichen Motorisierung erhältlich.
Anfang der 1990er Jahre wurde mit dem Grand Cherokee ein größeres Modell mit V8-Motor angeboten, das über geringfügig bessere Fahrleistungen und wesentlich mehr Innenraum und Fahrkomfort verfügte.

### Zweite Generation (1997–2001)
Ab Modell 1997 bot Jeep eine runderneuerte Variante des Cherokee an. Die Antriebstechnik wurde vom Vorgänger fast unverändert übernommen, allerdings überarbeitete Jeep das Design der Karosserie und vor allem den Innenraum. Auch Fahrkomfort und Geräuschkulisse wurden erheblich verbessert. Motorseitig wurden der bekannte Vierzylinder mit 2,5 Litern Hubraum mit 97 kW (131 PS) und der PowerTech-Sechszylinder weiterhin angeboten. Letzterer leistete aus 4 Litern Hubraum je nach Modelljahr von 124 kW bis 139 kW (169 PS bis 190 PS). In Europa war außerdem noch ein Turbodiesel von VM im Programm, der auch im damaligen Grand Cherokee eingesetzt wurde und wie dort 84 kW (115 PS) leistete. Zur Kraftübertragung kamen Fünfgang-Schaltgetriebe oder eine Vierstufen-Automatik von Aisin/BorgWarner zum Einsatz.

### Produktion in China
Für den chinesischen Markt produzierte die Beijing Jeep Corporation zwischen 1984 und 2003 den Cherokee unter der Marke Beijing Jeep  und den Modellbezeichnungen BJ 213, BJ 6420, BJ 7250 und BJ 2021.
Ab 2003 stellte BAW auf Basis der Cherokee-Plattform den optisch sehr ähnlichen Beijing Leichi her.
Der modernisierte Nachfolger des Cherokee bei Beijing Jeep war der Jeep 2500 mit einem 116 PS starken 2,5-Liter-Motor, der als BJ 6420 EB oder als BJ 2021 EB vertrieben wurde. Im Jahr 2005 folgte der BJ 2121 EC mit einem etwas stärkeren Mitsubishi-Motor. Nach Produktionsende wurde der 2500 wiederum von BAW übernommen und zum Beijing Qishi weiterentwickelt.

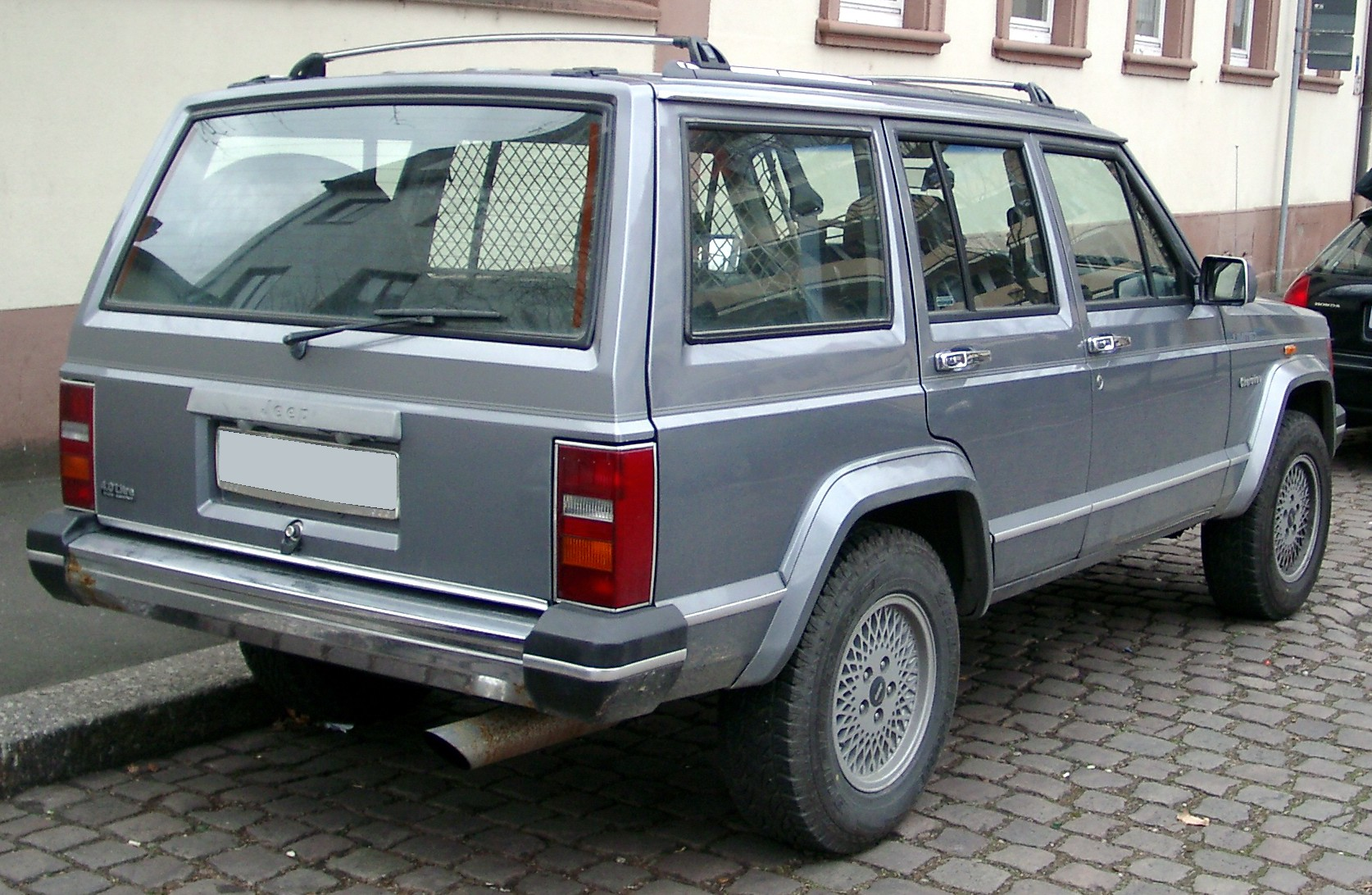
Heckansicht des Cherokee
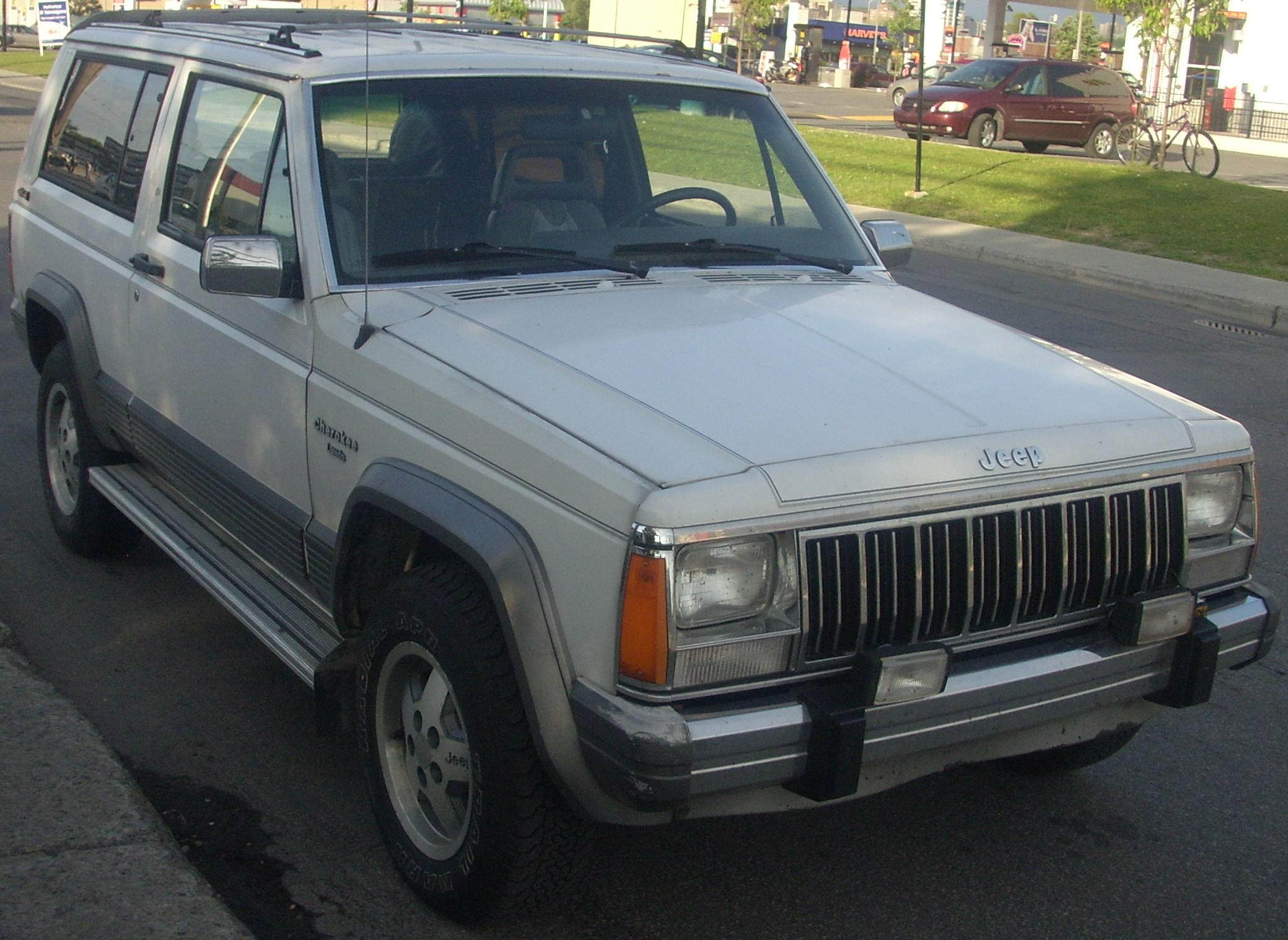
3-Türer
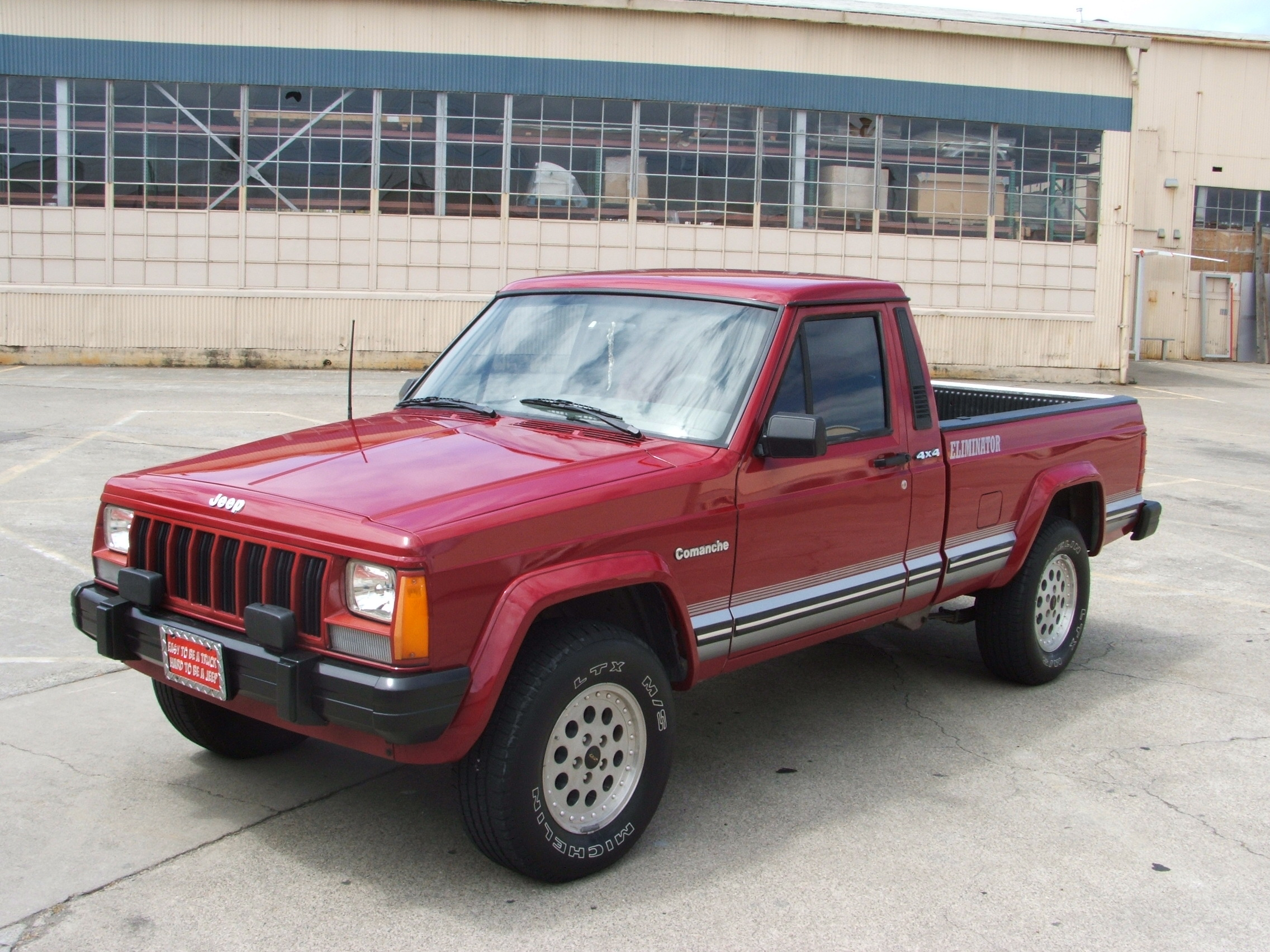
Pick-Up Version: Jeep Comanche
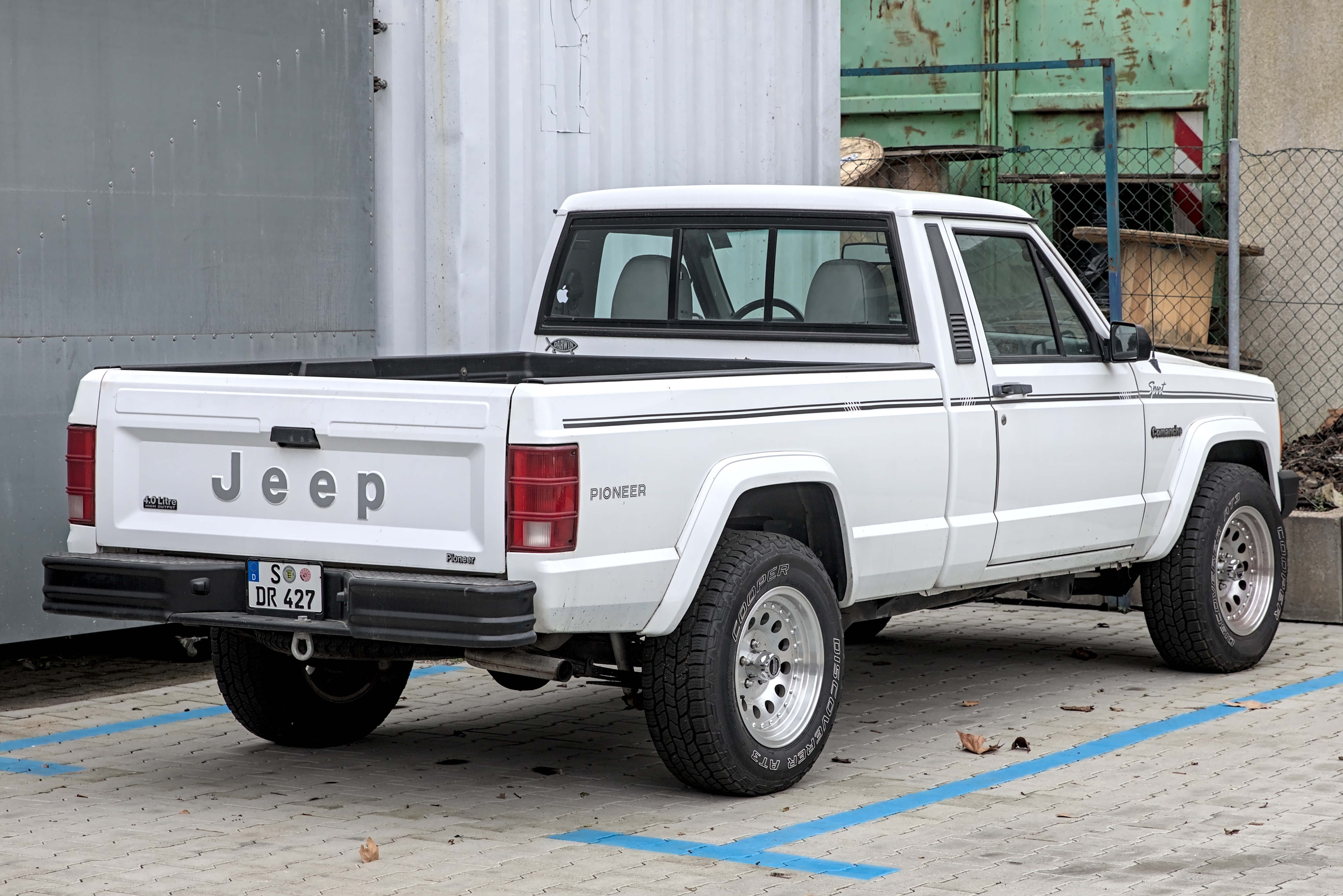
Heckansicht des Comanche

## Cherokee/Liberty KJ (2001–2008)

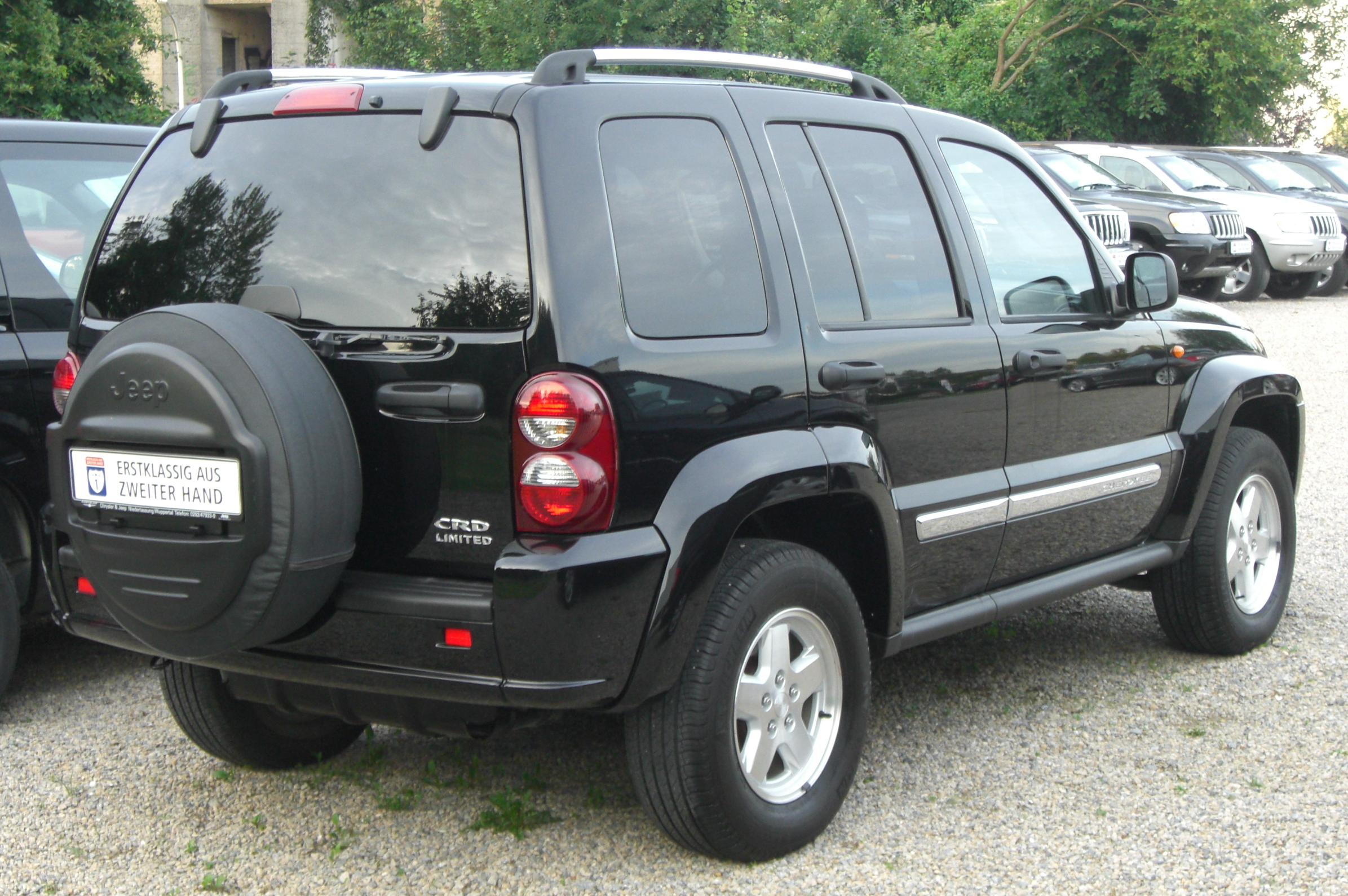
Heckansicht

Von 2001 bis 2013 wurde das Modell auf dem Heimatmarkt in den USA unter der Bezeichnung Jeep Liberty angeboten,
nur noch in Europa und im nördlichen Afrika wurde er unter dem Namen Jeep Cherokee vermarktet. Bei diesem Modell handelte es sich in technischer Hinsicht aber nicht um einen Nachfolger des Jeep Cherokee, sondern es repräsentierte eine neue Modellreihe. Die Modellreihe Jeep Grand Cherokee als Nachfolger des Wagoneer wird bis heute weitergeführt. Der ursprüngliche Jeep Cherokee wurde eingestellt und nur der Name wiederbelebt.
Angeboten wurde der Cherokee in Europa anfangs als Modell mit zuschaltbarem Allradantrieb (Command-Trac). In Amerika wurden auch Fahrzeuge nur mit Hinterradantrieb angeboten. Bis 2006 war auch ein Vierzylinder-Benziner mit 108 kW (146 PS) erhältlich. Ansonsten wurde neben dem 3,7-Liter-V6-Benziner vor allem für Europa auch ein 2,5-Liter-Diesel von VM Motori angeboten. Ab 2004 gab es zusätzlich eine 2,8-Liter-Version mit einer Fünfstufen-Automatik und permanentem Allradantrieb mit abschaltbarer Vorderachse (Select-Trac); der kleinere Dieselmotor wurde aus dem Programm genommen.
Motoren für Europa
| Modell        | Hubraum     | Zylinder    | Motor              | Leistung        | max. Drehmoment          | Bemerkungen                 | Bauzeit     |
| Ottomotoren   | Ottomotoren | Ottomotoren | Ottomotoren        | Ottomotoren     | Ottomotoren              | Ottomotoren                 | Ottomotoren |
| ------------- | ----------- | ----------- | ------------------ | --------------- | ------------------------ | --------------------------- | ----------- |
| 2.4           | 2429 cm³    | R4          | Chrysler PowerTech | 108 kW (147 PS) | 215 Nm bei 4000/min      | Zuschaltbarer Allradantrieb | 2001–2005   |
| 3.7           | 3700 cm³    | V6          | Chrysler PowerTech | 150 kW (204 PS) | 307 Nm bei 3700/min      | Allradantrieb               | 2004–2008   |
| 3.7           | 3700 cm³    | V6          | Chrysler PowerTech | 155 kW (211 PS) | 312 Nm bei 3800/min      | Zuschaltbarer Allradantrieb | 2001–2004   |
| Dieselmotoren |             |             |                    |                 |                          |                             |             |
| 2.5 CRD       | 2499 cm³    | R4          | VM Motori 425      | 105 kW (143 PS) | 340 Nm bei 2000/min      | Zuschaltbarer Allradantrieb | 2001–2004   |
| 2.8 CRD       | 2776 cm³    | R4          | VM Motori 428      | 110 kW (150 PS) | 360 Nm bei 1800–2400/min | Zuschaltbarer Allradantrieb | 2002–2005   |
| 2.8 CRD       | 2776 cm³    | R4          | VM Motori 428      | 120 kW (163 PS) | 400 Nm bei 1800–2400/min | Allradantrieb               | 2005–2008   |

## Cherokee/Liberty KK (2008–2012)

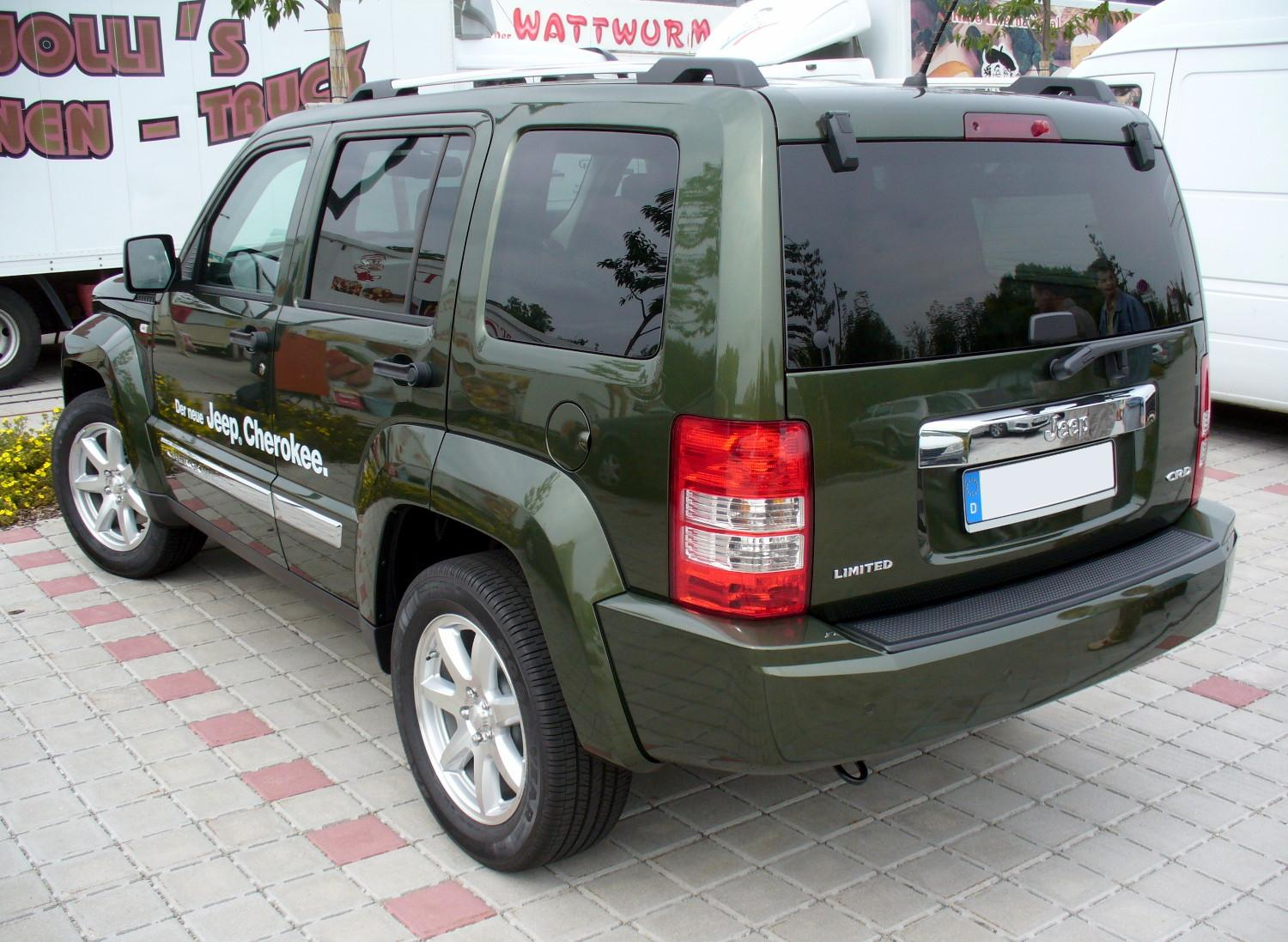
Heckansicht

Für das Modelljahr 2008 stellte Chrysler ein auf dem Dodge Nitro basierendes, in den Dimensionen geringfügig größeres Modell vor. In Amerika war er als Jeep Liberty seit Anfang 2008 zu bestellen, in Europa als Jeep Cherokee im Herbst desselben Jahres.
Antriebsseitig war der Jeep Liberty mit dem bekannten 3,7-Liter-V6-Benziner ausgestattet, der 157 kW (214 PS) und 319 Nm Drehmoment leistet. Dieses Modell war auf dem US-Markt in den Ausstattungsvarianten Jeep Liberty Sport und Jeep Liberty Limited erhältlich. Es konnte zwischen einer Sechsgangschaltung und einer Vierstufenautomatik gewählt werden.
Für Europa war der ebenfalls aus dem Vorgänger bekannte VM-Turbodiesel mit Common-Rail-Einspritzung mit der Modellbezeichnung 2.8 CRD im Programm. Der Motor leistet 130 kW (177 PS) bei 3800 1/min. In der mit der Sechsgangschaltung ausgestatteten Sport-Version erreicht er 410 Nm, in der Automatikversion 460 Nm. In den Ausstattungsvarianten Limited und Limited Exclusive war die Automatik serienmäßig und beinhaltete zusätzlich eine Bergabfahrhilfe. Das Allradsystem (Selec-Trac II) bietet die Möglichkeit, sowohl automatisch als auch manuell vom Heck- in den Allradantrieb zu schalten.
Seit 2011 war der Cherokee in Europa, Italien ausgenommen, nicht mehr erhältlich. Das begründete die Fiatgroup damit, dass „das Auto […] im Verkauf nicht so wirtschaftlich war“, wie man es sich vorgestellt hätte.
Im Sommer 2012 wurde die Produktion des Liberty eingestellt, da das Werk in Toledo/Ohio für den ab Herbst 2013 gebauten Nachfolger umgebaut werden musste. Das ab dem Modelljahr 2014 angebotene Modell trug auch in Nordamerika wieder den Namen Cherokee.
| Modell                       | 3.7 V6             | 2.8 CRD                             |
| ---------------------------- | ------------------ | ----------------------------------- |
| Motortyp                     | Ottomotor          | Turbodiesel                         |
| Zylinderzahl                 | V6                 | R4                                  |
| Hubraum (cm³)                | 3700               | 2777                                |
| Max. Leistung (kW/PS)        | 157/214 bei 5200   | 130/177 bei 3800                    |
| Max. Drehmoment (Nm)         | 319 bei 4000       | 410 bei 2800 (AT=460 bei 2000)      |
| Höchstgeschwindigkeit (km/h) | 195                | 180 (AT=182 km/h)                   |
| Beschleunigung (0–100 km/h)  | 10,0 s             | 11,5 s (AT=10,5 s)                  |
| Getriebe (Serienmäßig)       | 4-Stufen-Automatik | 6-Schaltgetriebe/5-Stufen-Automatik |
| Kohlenstoffdioxid-Emissionen | 308 g/km           | 223 g/km (AT=245 g/km)              |
| Tankinhalt (L)               | 74                 | 70                                  |

## Cherokee KL (2013–2023)
| Sterne im Euro-NCAP-Crashtest (2013) | Fünf Sterne im Euro-NCAP-Crashtest |

| Sterne im Euro-NCAP-Crashtest (2019) | Vier Sterne im Euro-NCAP-Crashtest |

Seit 2013 wurde das Modell wieder weltweit als Cherokee angeboten, die Modellbezeichnung Liberty entfiel.
Ursprünglich sollte die Markteinführung in den USA im Sommer 2013 erfolgen. Aufgrund von Problemen mit der 9-Stufen-Automatik musste sie immer wieder verschoben werden, so dass die ersten Modelle erst Ende Oktober ausgeliefert werden konnten.
Für den nordamerikanischen Markt war der Jeep Cherokee mit einem 2,4-Liter-Vierzylinder von Fiat mit 137 kW (186 PS) oder einem neuen 3,2-Liter-Pentastar-V6-Motor mit 200 kW (272 PS) erhältlich. Dieser ist eine Ableitung der aus Grand Cherokee und Wrangler bekannten 3,6-Liter-Maschine. Es konnte zwischen Front- und Allradantrieb gewählt werden.
Für den russischen Markt und den Mittleren Osten war der Cherokee mit einem 2,4-Liter-Vierzylinder mit 130 kW (177 PS) oder dem 3,2-Liter-V6-Motor mit 200 kW (272 PS) erhältlich, auch hier jeweils mit Front- oder Allradantrieb.
Ab März 2014 wurde der Cherokee auch in Europa angeboten, antriebsseitig gab es zwei Diesel- und einen Ottomotor. Der 3,2-Liter-Pentastar-V6-Motor mit 200 kW (272 PS) war serienmäßig mit Allradantrieb und einer Neunstufen-Automatik von ZF kombiniert. Als Dieselmotoren standen zwei Varianten des bewährten 2,0-Liter-Multijet von Fiat für den Cherokee zur Wahl, entweder mit 103 kW (140 PS) oder mit 125 kW (170 PS). Beide haben ein maximales Drehmoment von 350 Newtonmeter, beim 103-kW-Motor mit Sechsgang-Schaltgetriebe kann zwischen Front- und Allradantrieb gewählt werden. Die leistungsstärkere Variante (170 PS) war an das Neunstufen-Automatikgetriebe mit Allradantrieb gekoppelt. Ab Juli 2015 wurden zwei neue Dieselmotoren mit 185 oder 200 PS angeboten, beide mit einem maximalen Drehmoment von 440 Newtonmetern, wobei die 200-PS-Variante nur in Verbindung mit der Version „Limited“ und die 180-PS-Variante nur als „Longitude“ verfügbar war. Im Vergleich zum Vorgängermotor lieferte der neue 2.2 MultiJet II mit 200 PS um 25 Prozent mehr Drehmoment und 17 Prozent mehr Leistung bei einem um drei Prozent auf 5,7 l/100 km reduzierten Verbrauch. Der 2.0 MultiJet mit 170 PS wurde nicht mehr angeboten. Die 140-PS-Variante des 2.0 MultiJet gab es nur noch mit Frontantrieb und Sechsgang-Schaltgetriebe. Auch eine neue Einstiegsvariante „Sport“ war erhältlich. Zur Serienausstattung zählten 17-Zoll-Leichtmetallräder, Klimaanlage, Tempomat und Bluetooth-Konnektivität.
Auf der NAIAS im Januar 2018 wurde eine überarbeitete Version des Cherokee vorgestellt. In Europa kam sie im September 2018 in den Handel. Im Dezember 2021 stellte Jeep den Verkauf in Europa ein. Die Produktion endete schließlich ohne Nachfolgemodell im März 2023.

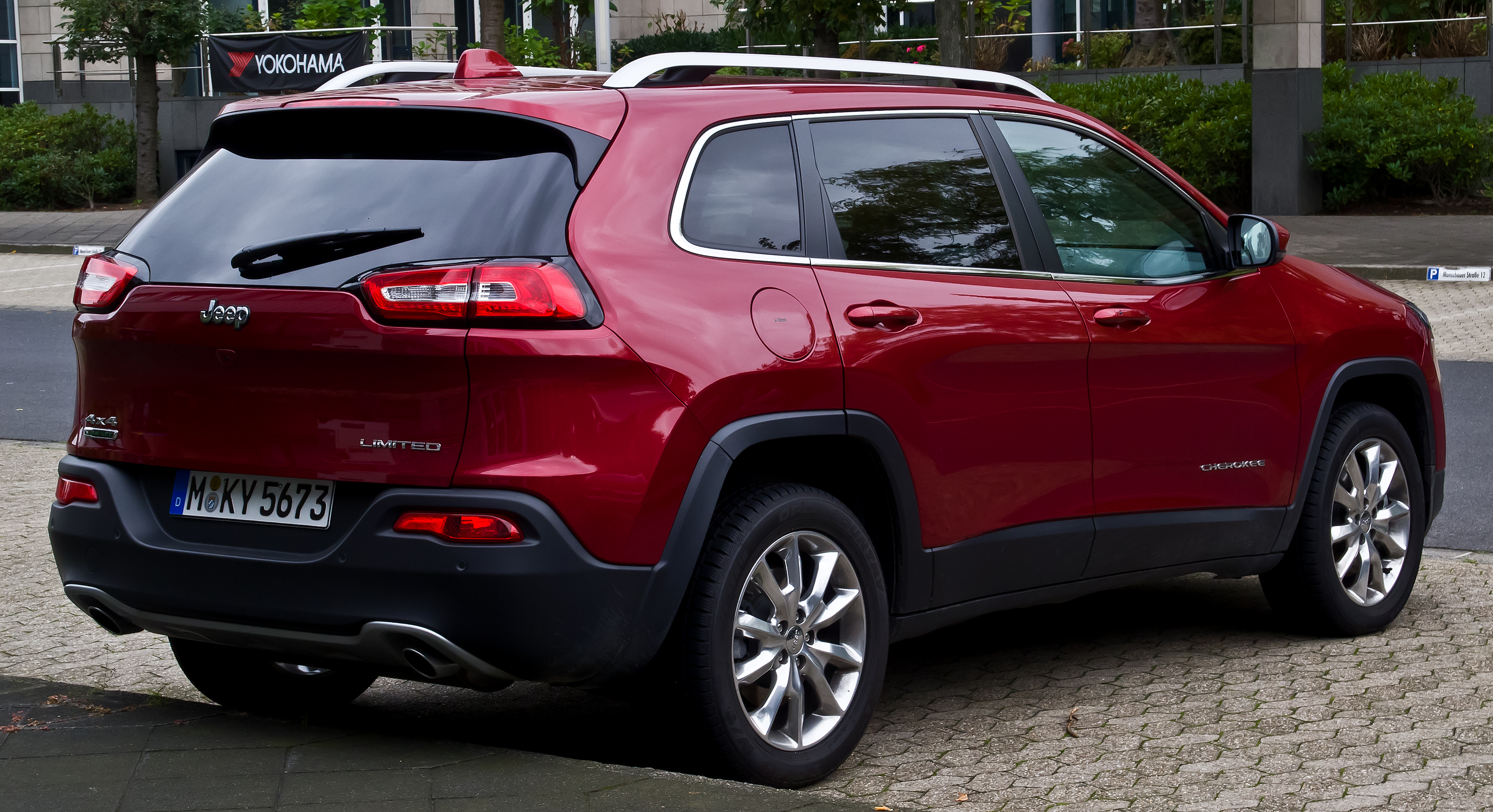
Heckansicht (2013–2018)
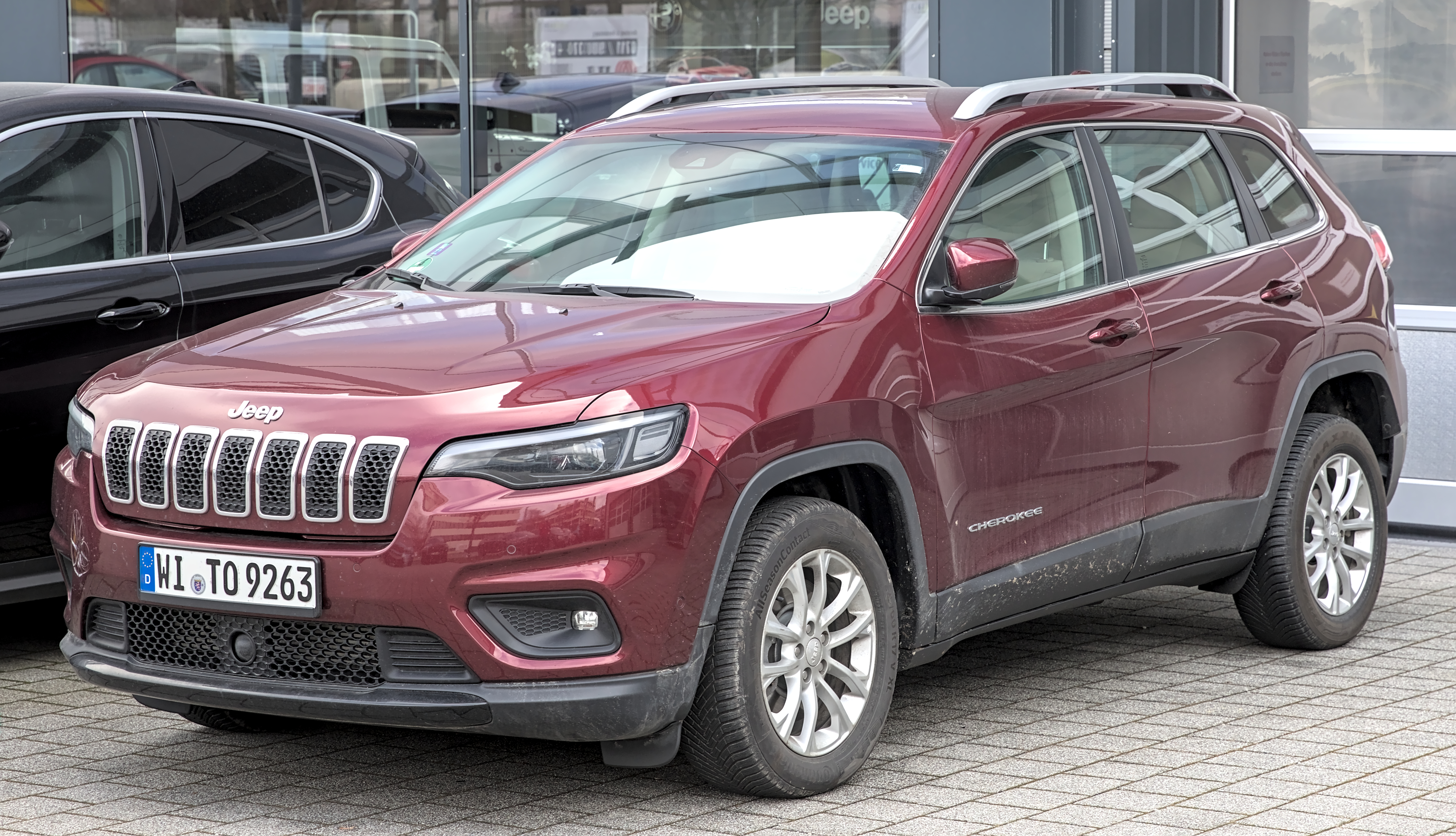
Jeep Cherokee (2018–2023)
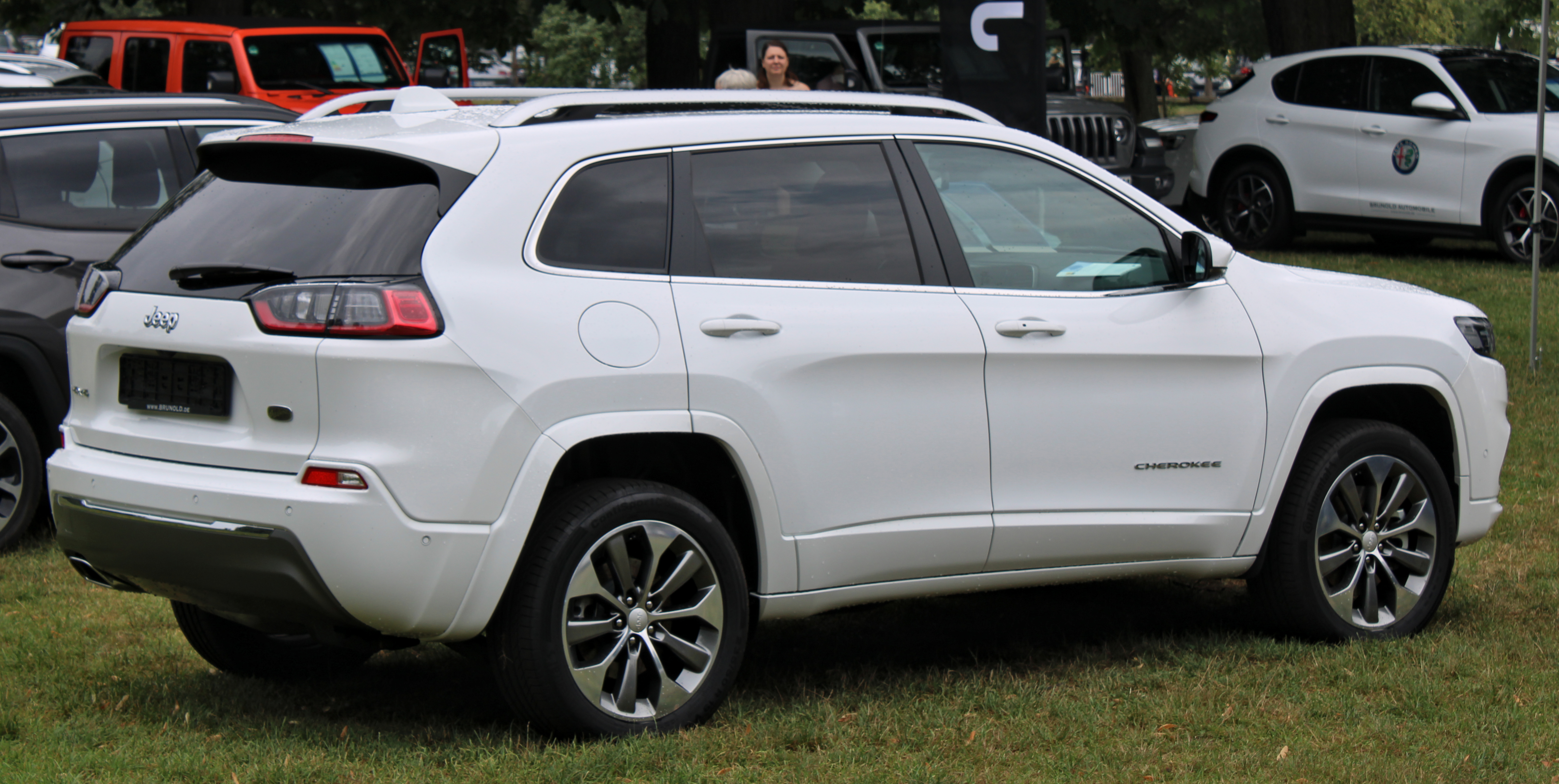
Heckansicht (2018–2023)
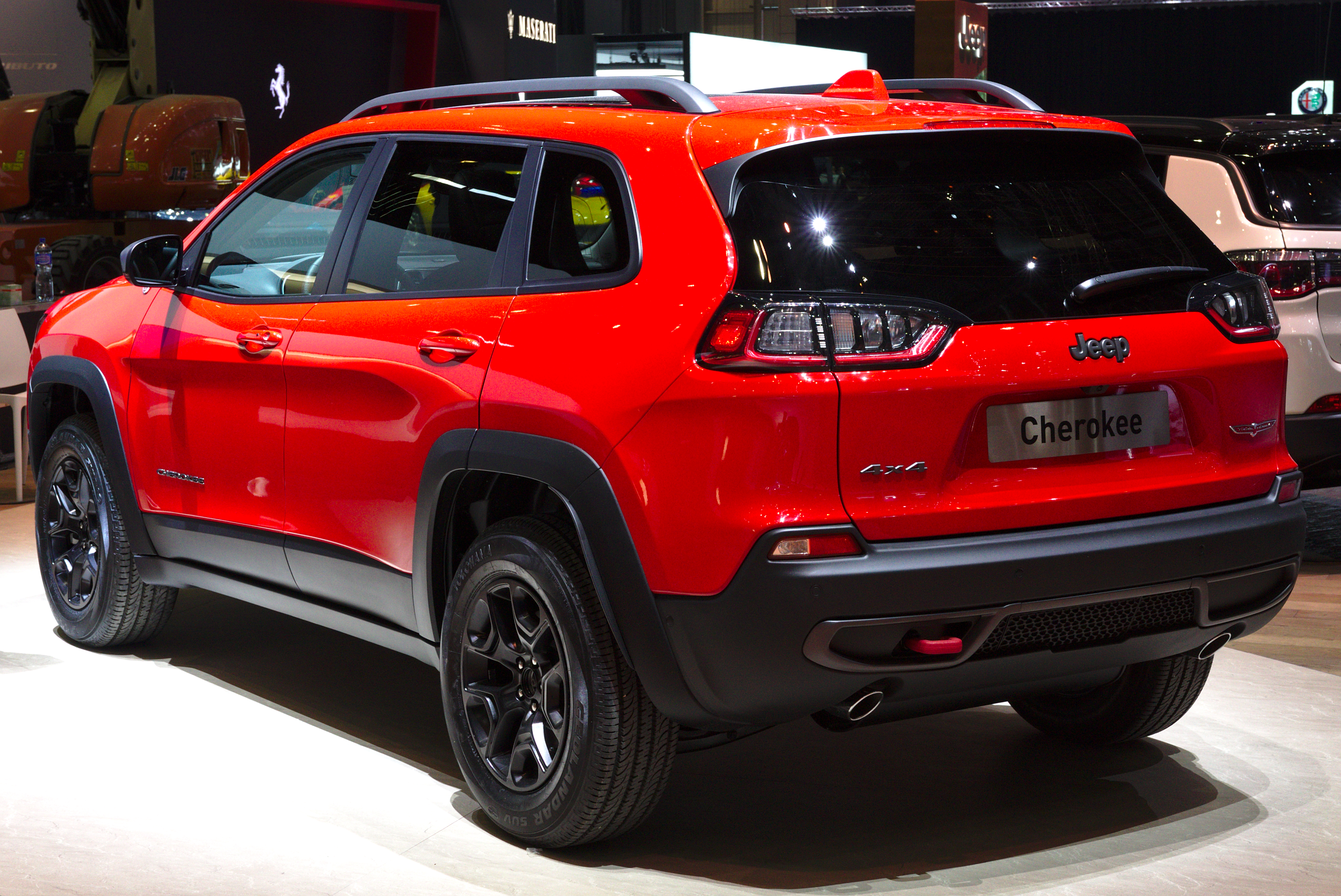
Jeep Cherokee Trailhawk (2018–2023)

| Modell                          | 2.0 T-GDI                            | 2.4 Multiair                      | 3.2 V6 Pentastar                                               | 2.0 MultiJet                             | 2.0 MultiJet       | 2.2 MultiJet II                | 2.2 MultiJet II            | 2.2 MultiJet II                                                 |
| ------------------------------- | ------------------------------------ | --------------------------------- | -------------------------------------------------------------- | ---------------------------------------- | ------------------ | ------------------------------ | -------------------------- | --------------------------------------------------------------- |
| Bauzeitraum                     | 04/2019–03/2023 (Europa bis 09/2020) | 03/2014–03/2023                   | 03/2014–01/2023 (Europa bis 08/2018)                           | 03/2014–08/2018                          | 03/2014–07/2015    | 07/2015–08/2018                | 09/2018–12/2021            | 07/2015–08/2018                                                 |
| Motortyp                        | Ottomotor                            | Ottomotor                         | Ottomotor                                                      | Turbodiesel                              | Turbodiesel        | Turbodiesel                    | Turbodiesel                | Turbodiesel                                                     |
| Zylinderzahl                    | R4                                   | R4                                | V6                                                             | R4                                       | R4                 | R4                             | R4                         | R4                                                              |
| Hubraum (cm³)                   | 1995                                 | 2359                              | 3239                                                           | 1956                                     | 1956               | 2184                           | 2184                       | 2184                                                            |
| Max. Leistung (kW/PS)           | 200/272 bei 5250                     | 130/177 bei 6400 137/186 bei 6400 | 200/272 bei 6500                                               | 103/140 bei 3750                         | 125/170 bei 4000   | 136/185 bei 3500               | 143/195 bei 3500           | 147/200 bei 3500                                                |
| Max. Drehmoment (Nm)            | 400 bei 3000–4500                    | 229 bei 3900 232 bei 4600         | 315 bei 4300                                                   | 350 bei 1500                             | 350 bei 1750       | 440 bei 2500                   | 450 bei 2000               | 440 bei 2500                                                    |
| Höchstgeschwindigkeit (km/h)    | 177–206                              | 187–196                           | 180–206                                                        | 187–189                                  | 192                | 204                            | 200–205                    | 204                                                             |
| Beschleunigung (0–100 km/h)     | 7,2–7,6 s                            | 10,4–10,5 s                       | 8,1–8,4 s                                                      | 10,9–12,0 s                              | 10,3 s             | 8,8 s                          | 8,8–9,1 s                  | 8,5 s                                                           |
| Getriebe (Serienmäßig)          | 9-Stufen-Automatik                   | 9-Stufen-Automatik                | 9-Stufen-Automatik                                             | 6-Gang-Schaltgetriebe                    | 9-Stufen-Automatik | 9-Stufen-Automatik             | 9-Stufen-Automatik         | 9-Stufen-Automatik                                              |
| Antriebe (Serienmäßig/optional) | Allradantrieb                        | Frontantrieb/Allradantrieb        | Frontantrieb (bis 07/2015) / Allradantrieb (Active Drive Lock) | Frontantrieb/Allradantrieb (bis 07/2015) | Allradantrieb      | Allradantrieb (Active Drive I) | Frontantrieb/Allradantrieb | Allradantrieb(Active Drive I) / Allradantrieb (Active Drive II) |
| Verbrauch kombiniert (l/100 km) | 9,3 S                                | 8,3–8,8 S                         | 10,0 S                                                         | 5,3–5,6 D                                | 5,8 D              | 5,7–6,1 D                      | 6,1–6,9 D                  | 5,7–6,1 D                                                       |
| Kohlenstoffdioxid-Emissionen    | 213 g/km                             | 193–204 g/km                      | 232 g/km                                                       | 139–147 g/km                             | 154 g/km           | 150–160 g/km                   | 161–179 g/km               | 150–160 g/km                                                    |
| Tankinhalt (L)                  | 60                                   | 60                                | 60                                                             | 60                                       | 60                 | 60                             | 60                         | 60                                                              |